# نیکولای آنیکین
نیکولای آنیکین (روسی: Николай Петрович Аникин؛ ۲۵ ژانویهٔ ۱۹۳۲ – ۱۴ نوامبر ۲۰۰۹) اسکی‌باز صحرانوردی اهل اتحاد جماهیر شوروی سوسیالیستی بود.